# 일본천주교주교회의

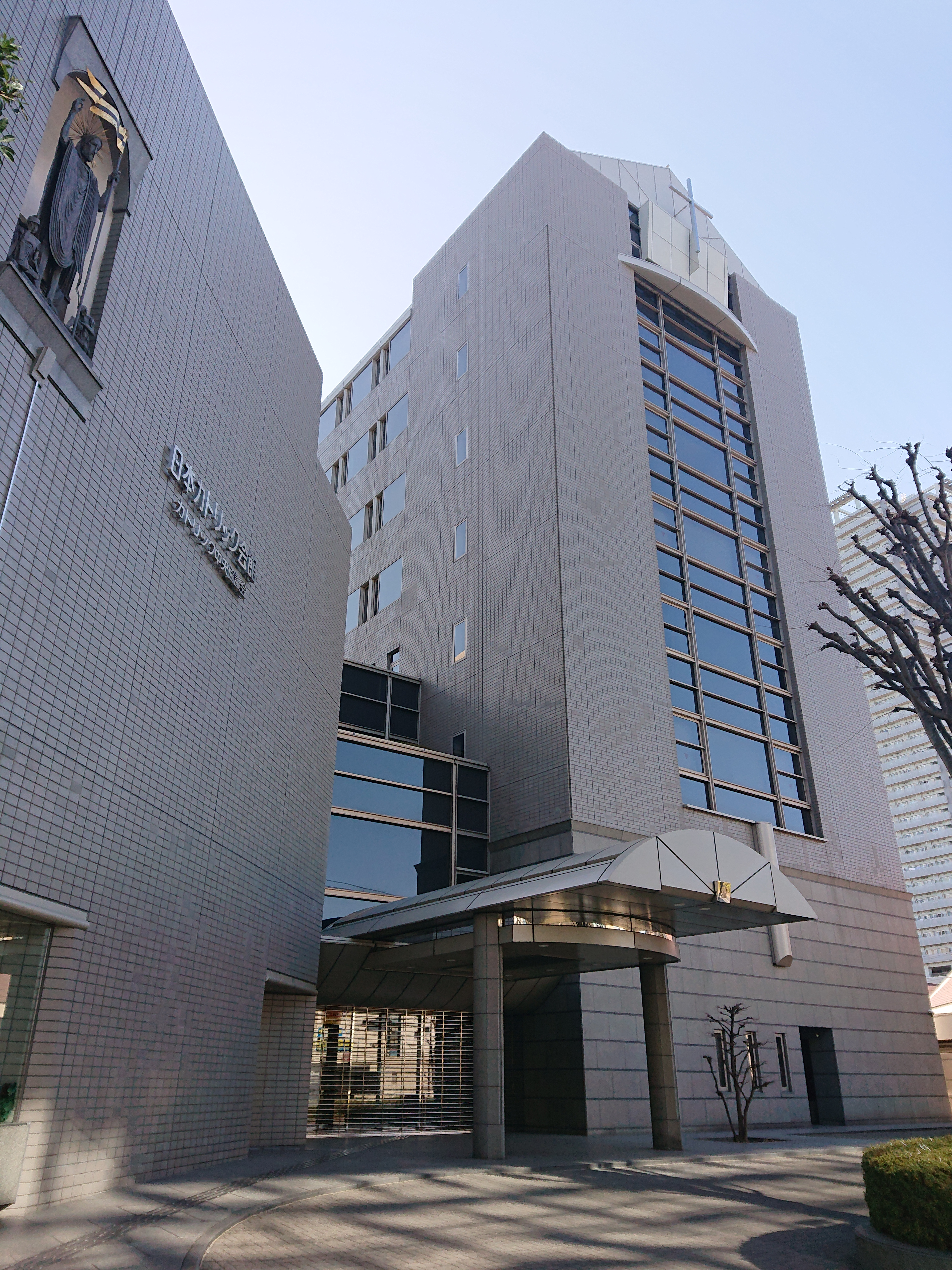

일본천주교주교회의(일본어: カトリック中央協議会)는 일본을 관할하는 천주교 주교회의이다.

## 같이 보기
- 일본의 가톨릭 교회
- 일본의 기독교